# Medaile Za posílení mezinárodní spolupráce
Medaile Za posílení mezinárodní spolupráce, od roku 2011 medaile Za přínos k rozvoji mezinárodní spolupráce (kazašsky Халықаралық ынтымақтастықты дамытуға қосқан үлесі үшін) je resortní ocenění Ministerstva obrany Kazachstánu založené roku 2002.

## Historie a pravidla udílení
Medaile byla založena dekretem prezidenta Kazachstánu č. 14 ze dne 7. května 2002 za účelem zvýšení prestiže služby v ozbrojených silách Kazachstánu. Původně byla medaile pojmenována medaile Za posílení mezinárodní spolupráce. Dne 30. září 2011 prezident Kazachstánu z důvodu systematizace resortních ocenění a sjednocení jejich standardů svým dekretem č. 155 přejmenoval toto vyznamenání na medaili Za přínos k rozvoji mezinárodní spolupráce.
Medaile se udílí příslušníkům ozbrojených sil, zaměstnancům některých státních orgánů a dalším osobám a občanům jiných států za zásluhy o rozvoj mezinárodní spolupráce k posílení dobrých sousedských vztahů v oblasti ochrany lidských práv a svobod s cizími orgány vykonávajícími podobné funkce.

## Popis medaile

### Do roku 2011
Medaile kulatého tvaru o průměru 34 mm byla  vyrobena z mosazi. Na přední straně byl uprostřed štít položený na šavli. Přes štít byl položen luk a toulec se šípy. Celek byl umístěn na kopí zdobeném koňskými žíněmi. Pod tímto motivem byly dvě potřásající si ruce. Při vnějším okraji byl nápis Халықаралық әскери дастасықты дамытқаны үшін. Na zadní straně byl uprostřed medaile nápis Қазақстан Республикасының Қарулы Күштерi. Pod ním byl symbol ozbrojených sil Kazachstánu, a to pěticípá hvězda, slunce a orel. Všechny nápisy i obrázky byly konvexní. Okraje medaile byly vystouplé.
Stuhou z hedvábného moaré byla potažena kovová destička ve tvaru šestiúhelníku. Destička byla vysoká 50 mm a široká 34 mm. Stuha byla modrá v odstínu odpovídajícím barvě státní vlajky Kazachstánu. Uprostřed byly tři pruhy široké 4 mm v barvě bílé, žluté a zelené. Mezi jednotlivými proužky byly mezery široké 2 mm.

### Od roku 2011
Medaile kulatého tvaru o průměru 34 mm je  vyrobena z mosazi. Na přední straně je uprostřed štít položený na šavli. Přes štít je položen luk a toulec se šípy. Celek je položen na kopí zdobeném koňskými žíněmi. Pod tímto motivem jsou dvě potřásající si ruce. Při vnějším okraji je nápis ХАЛЫҚАРАЛЫҚ ЫНТЫМАҚТАСТЫҚТЫ ДАМЫТУҒА ҚОСҚАН ҮЛЕСІ ҮШІН. Na zadní straně je uprostřed medaile nápis ҚАЗАҚСТАН РЕСПУБЛИКАСЫ МЕМЛЕКЕТТІК КҮЗЕТ ҚЫЗМЕТІ. Pod ním je symbol ozbrojených sil Kazachstánu, a to pěticípá hvězda, slunce a orel. Všechny nápisy i obrázky jsou konvexní. Okraje medaile jsou vystouplé.
Stuhou z hedvábného moaré je potažena kovová destička ve tvaru šestiúhelníku. Destička je vysoká 50 mm a široká 34 mm. Stuha je modrá v odstínu odpovídajícím barvě státní vlajky Kazachstánu. Uprostřed jsou tři pruhy široké 4 mm v barvě bílé, žluté a zelené. Mezi jednotlivými proužky jsou mezery široké 2 mm.